# Prolaz Svetog Jurja
Prolaz Svetog Jurja (eng. St George's Channel; irs. Muir Bhreatan; vel. Sianel San Siôr) - prolaz ili tjesnac koji spaja Irsko more na sjeveru s Keltskim morem na jugu, odnosno razdvaja obalu Irske na zapadu od obale Walesa na istoku.
Dužina prolaza je oko 160 km, dok se širina kreće između 81 km i 145 km.
Ime prolaza vezano je za jednu legendu iz 14. stoljeća o sv. Jurju, prema kojoj je galija kojom je taj svetac doputovao u Englesku prošla upravo kroz ovaj prolaz. Njemu u čast tjesnac je dobio ime.
U prolazu nisu rijetka prisustva krupnih morskih sisavaca poput dupina, kitova i sivih tuljana te ugroženih golemih psina.